# Marcel Bareth
Marcel Bareth (født 15. november 1921 i Paris, død 16. april 2004 smst.) var en cykelrytter fra Frankrig, Han kørte primært banecykling og var aktiv fra 1946 til 1958.
Han vandt flere løb på banen, men aldrig et seksdagesløb. Ved den anden udgave af Københavns seksdagesløb efter 2. verdenskrig, blev Bareth i 1952 nummer tre sammen med makker Otto Olsen.